# Die Spielhölle von Macao
Die Spielhölle von Macao (Originaltitel: Macao, l’enfer du jeu) ist ein französischer Spielfilm von 1939 mit Erich von Stroheim in der Hauptrolle. Regisseur war Jean Delannoy.

## Handlung
Werner von Krall ist ein Abenteurer und Spieler, der sein Geld mit allerlei dubiosen Geschäften verdient. Durch seine Beziehungen zur chinesischen Armee rettet er die Sängerin Mireille vor einem Erschießungskommando. Er nimmt sie auf seinem Schiff mit auf eine Reise nach Macau. Als er durch einen geplatzten Waffendeal in Geldnöte gerät und seine Schulden nicht zurückzahlen kann, entführt er Jasmine, die Tochter des Gangsterbosses Yin Chai, der sich in Mireille verliebt hat, auf sein Schiff, um zu entkommen.

## Produktion
Während der deutschen Besetzung Frankreichs wurden 1942 alle Szenen des bereits 1939 gedrehten und in den unbesetzten Gebieten verliehenen Films mit Stroheim herausgeschnitten und mit dem Schauspieler Pierre Renoir nachgedreht. In den deutsch besetzten Gebieten waren alle Filme von und mit Stroheim verboten, da er jüdischer Herkunft war und im Ersten Weltkrieg in Hollywood in vielen antideutschen Propagandafilmen mitgewirkt hatte. Zudem hatte er sich im französischen Radio an einem Aufruf gegen den Nationalsozialismus beteiligt.
Nach der Befreiung wurde die Originalversion des Films wiederhergestellt.
Der japanische Darsteller des Gangsters, Sessue Hayakawa, war schon in der Stummfilmzeit in Hollywood ein bekannter Darsteller. Nachdem sein Erfolg dort nachließ, arbeitete er wiederholt auch in Frankreich.  

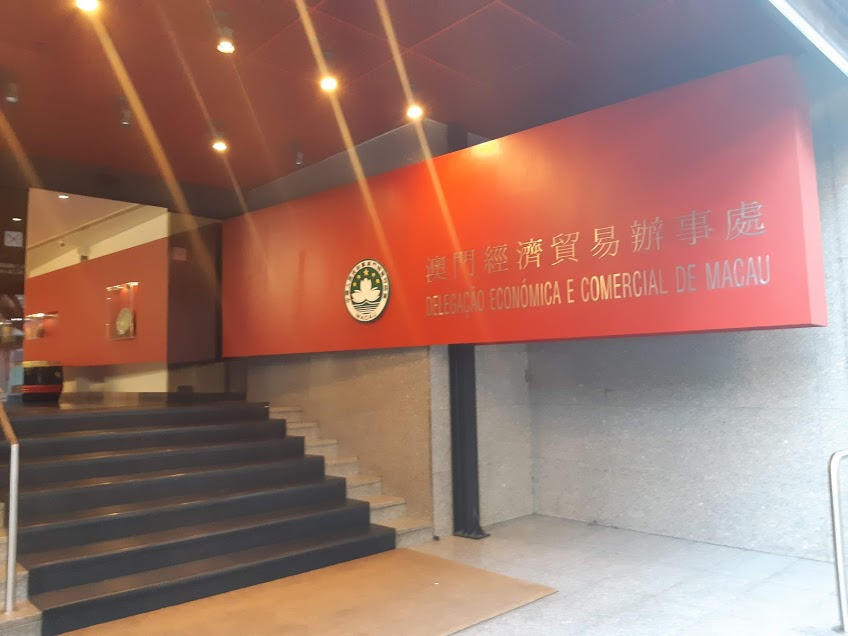
Zeitungsannonce von einer Wiederaufführung des Films in einem Zürcher Kino in den 1960er Jahren